# 제2대 첼름스퍼드 남작 프레더릭 세시저
제2대 첼름스퍼드 남작 프레더릭 오거스터스 세시저(Frederic Augustus Thesiger, 2nd Baron Chelmsford, GCB, GCVO, 1827년 5월 31일 ~ 1905년 4월 9일)는 영국의 군인으로, 줄루 전쟁을 지휘한 것으로 유명하다. 또한 이산들와나 전투에서 영국군이 패배했으나, 첼름스퍼드는 울룬디 전투에서 줄루족을 대파하여 줄루 전쟁을 사실상 종식시켰다.

## 젊은 시절
첼름스퍼드는 1827년 5월 31일, 제1대 첼름스퍼드 남작 프레더릭 세시저의 아들로 태어났다. 첼름스퍼드의 아버지는 이후 대법관이 되었으며, 첼름스퍼드 남작위를 수여받았다. 첼름스퍼드는 이튼 칼리지에서 공부했다.

## 군 경력
군에 입대하고자 했던 첼름스퍼드는 1844년 척탄보위대에 들어가지 못한 이후, 첼름스퍼드는 소총여단의 입대장을 구입했다. 그는 1845년 핼리팩스에서 소총여단에 들어가 복무한 적이 있었고, 1845년 11월 교환장을 구매해 척탄보위대에 들어가 중위가 되었다. 그는 1850년 대위로 진급했고, 1852년 아일랜드 경 에그린턴 백작 휘하에서 근무했다. 이후 1853년부터 1년간 아일랜드 사령관이었던 에드워드 블레이크니 경 밑에서 일했다.

### 크림 전쟁
1855년 5월, 첼름스퍼드는 크림 전쟁에 참전했다. 이곳에서 그는 그의 대대에서 일선으로 복무했고, 이후 제2사단장인 에드윈 마크햄 경의 부관으로 1855년 7월부터 일했다. 그는 1855년 11월 본부에서 병참장교의 부관으로 일하게 되었고, 육군 소령으로 명예진급되었다. 그는 수훈보고서에 이름이 등록되었고, 오스만 제국으로부터 메히디예 훈장을 받았으며 영국, 사르데냐 왕국으로부터 크림 훈장을 받게 되었다.

### 세포이 항쟁
1857년 그는 소령에서 중령으로 진급했다. 그는 세포이 항쟁 말기 전장에 투입된 푸트의 제95여단에 배속되었다. 그는 여기서 다시 한번 수훈보고서에 이름이 등록되었다. 그는 1861년부터 1862년까지 뭄바이군 부관으로 일했고, 1863년 명예대령으로 진급했다. 그는 뭄바이 총독이었던 헨리 바틀 프레레와 친해졌으며 이 친분은 이후 남아프리카에서 그가 복무했을 때 중요한 변수로 작용했다. 그는 1868년 아비시니아 원정 당시 다시 군 부관으로 일했으며, 여기서 바스 훈장을 받게 되고 빅토리아 여왕의 명예시종이 되었다.

## 사생활
첼름스퍼드의 여동생인 줄리아나 셀리아 잉글리스는 존 어들리 윌모트 잉글리스와 결혼했다. 존 잉글리스 경은 1857년 루크노 포위전에서 영국군을 지휘했다. 줄리아나는 그녀의 일기에 포위전 동안 그녀가 겪은 경험들을 적었다. 첼름스퍼드는 4명의 아들을 두었는데, 장자 프레더릭 존 네피어는 그의 뒤를 이어 인도 총독이 되었고, 제1대 첼름스퍼드 자작이 되었다. 다른 아들인 에릭 세시저는 제1차 세계 대전에 참전했고, 빅토리아 여왕의 명예시종이기도 했다. 아디스아바바에 1916년 근무했던 빌프레드 길버트 세시저 역시 프레더릭의 아들이었다.

## 사망
첼름스퍼드는 1905년 4월 9일 연합 서비스 클럽에서 당구를 치던 중 심근경색으로 사망했다. 그는 브롬튼 국립묘지에 안장되었다.